# サラダ油

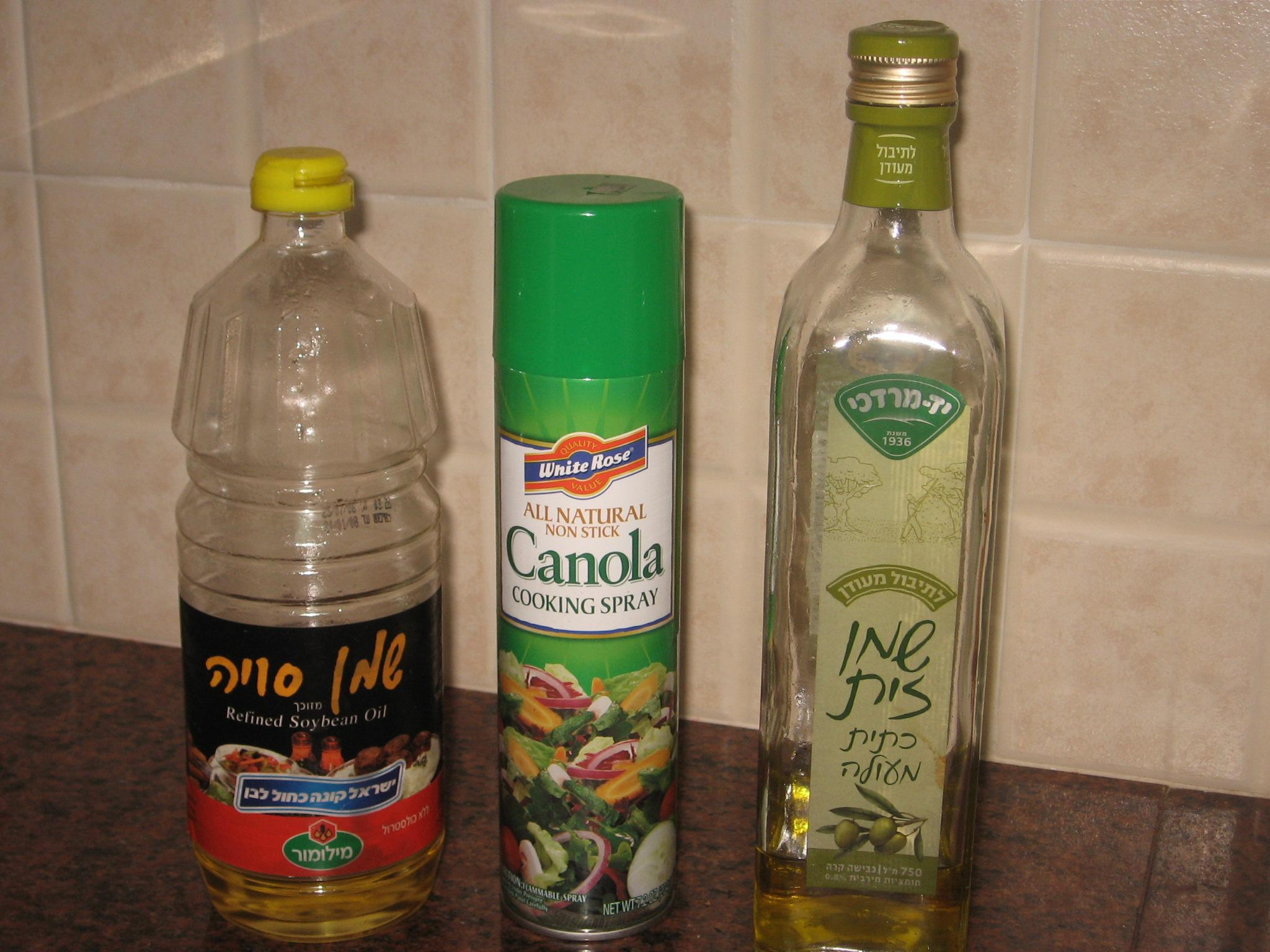

サラダ油（サラダゆ、サラダあぶら）またはサラダ・オイル (salad oil) は、精製された植物油の一種。日本農林規格（JAS）の等級の1つで、精製油より精製度が高く、低温下でも濁ったり、固化することのない調味油のこと。
国内では1924年（大正13年）に日清製油が初めて発売した。

## 特徴と用途

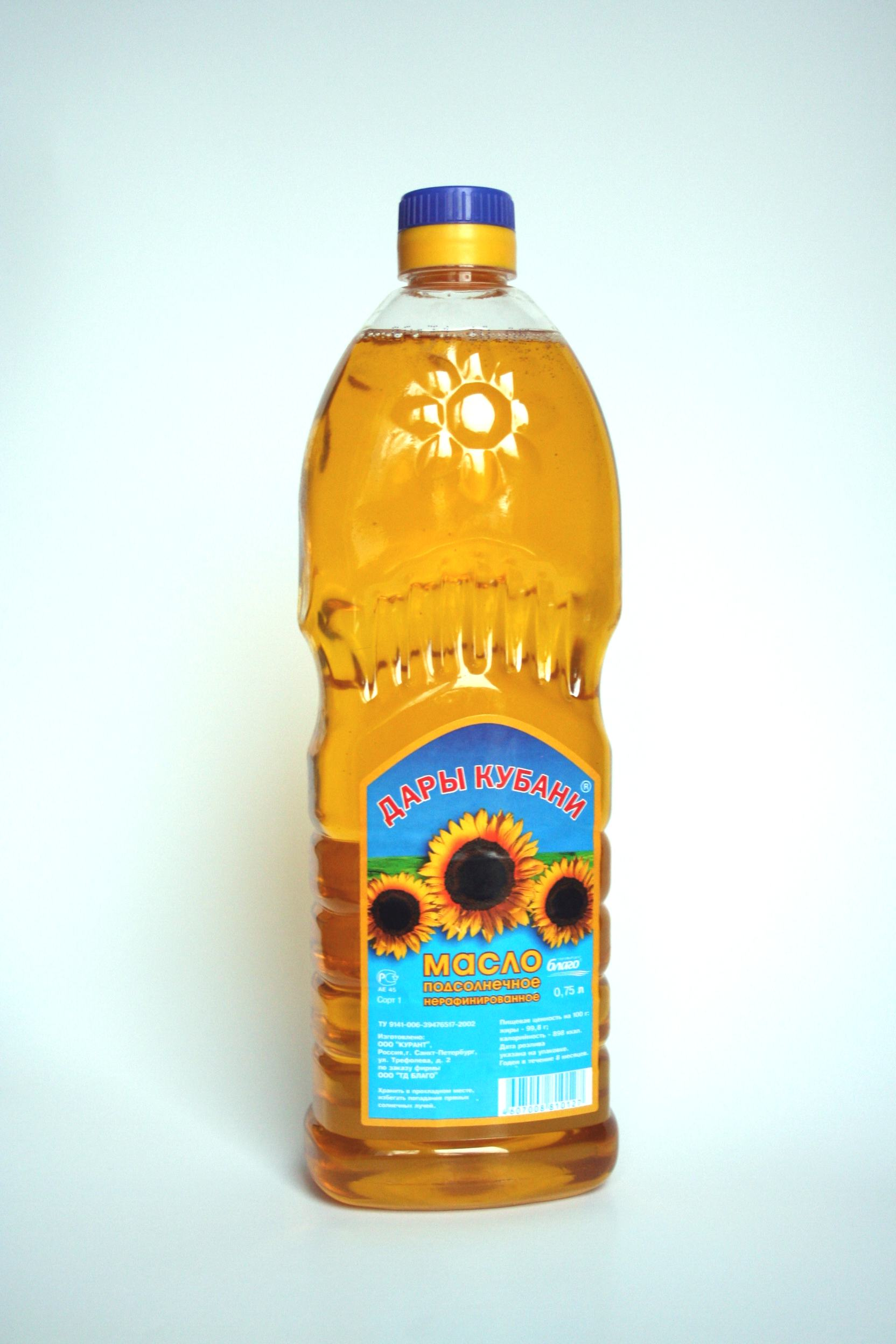

低温下でも長時間結晶化しないように精製されており、サラダドレッシングやマヨネーズのような製品の原料として適しており、また、一部を除き味や匂いにクセが無いことも特徴である。
また、サラダは比較的低温で供されるので、低温で結晶化する成分が多いとざらついた食感となってしまう。油脂は多くの種類の脂肪酸を含み、その中で飽和脂肪酸がグリセリンの1、3位に付いた「対称性のよい」ものは低温で結晶化しやすい（この現象は天ぷら油を一週間冷蔵庫に入れるだけでも簡単に観察できる）。このため、サラダ油は精製した油を長期間冷蔵（ウィンタリング (wintering) という）し、固化した成分を分離（脱蝋工程）した後に出荷される。
サラダドレッシング、マヨネーズの原料、マーガリンの原料、揚げ物、炒め物に利用する。
菓子業界ではサラダ油をかけて塩味をつけた米菓やスナック菓子を「サラダ味」と呼ぶことがある。

## 規格

### 日本農林規格
日本では日本農林規格（JAS）により定められている。従ってJASの基準を満たした原材料を用い、成分その他の諸条件を満たし、なおかつJAS認定工場で製造されたものでなければ「サラダ油」を名乗ることは出来ない。
JASにおいては、定められた低温の条件下で一定時間放置しても凝固や白濁の無いこと（0℃の温度で5.5時間清澄であること）等をサラダ油の条件としている。精製油の凝固はロウ分と上記の対称性の良い油脂が原因なので、サラダ油の製造にはこれらの除去が不可欠となる。
原材料については、2018年4月現在、油菜、綿実、大豆、ごま、サフラワー（紅花）、ひまわり、とうもろこし、米（米糠）およびぶどうにサラダ油の規格がある。従って、オリーブ・オイルなどサラダ油の規格のない食用油を単体で用いたサラダ油というものは規格上存在しない。
また、二種類以上のJAS食用植物油を混合して作られたサラダ油は調合サラダ油と呼ばれる。この調合サラダ油においては、サラダ油の規格が存在しない原材料による食用植物油を規格に適合する範囲で調合することは可能であるため、オリーブオイルなどを原料の一つとして用いる事は可能である。例えば通常の調合サラダ油の規定では酸価は0.15以下とされるが、オリーブオイルを調合した場合の酸価は0.40以下とする規定が存在することからも、オリーブオイルの使用が想定されている事がわかる。

### 米国油化学会
米国油化学会（AOCS）の規格でも、サラダ油は0℃の氷浴の状態で5.5時間浸漬した後でも透明な状態でなければならないとされている。

## 原料となる植物
日本におけるサラダ油の原料は以下の通り。なお、全て種子を用いる。
アブラナ（菜種）
酸化、熱に強い。キャノーラ油はカナダ原産のキャノーラ種から搾ったもの。
大豆
原材料が安価で最も一般的な原料の一つ。精製しても独特の匂いが残るため、他の油と混合することが多い。
トウモロコシ
加熱、酸化に強いので炒め物に適する。独特の香りがある。
ひまわり
淡泊な風味を持ち、多くの場合はドレッシングに使用される。
ごま
通常ごま油と呼ばれる食用油はごまを焙煎してから搾油したものである。サラダ油の場合は原材料を焙煎せずに搾油した上で精製しているので、ごま油の香味は無い。精製していない非焙煎の油は「太白油」とも呼ばれる。
サフラワー（紅花）
リノール酸、オレイン酸の含有量が多い。
綿
サラダ油の王様といわれ、高価。非常にまろやかな味わいがある。
米（米糠）
ビタミン類が豊富で優れた抗酸化作用を持つ。サラッとしている。こめ油の項参照。
ぶどう（グレープシード）
無味無臭でサラッとした味わいがあり、調理に用いればあっさりと軽い仕上がりを得られる。酸化しにくい特性があり、コレステロールやトランス脂肪酸も含まない。
調合サラダ油
上記の原料由来のサラダ油を2種以上、または1種以上とその他の食用植物油脂1種以上を混合したもので、JASの定める調合サラダ油の規格に適合するもの。

## 歴史
名前の由来は、1924年（大正13年）に日清製油（現：日清オイリオグループ）が、サラダなど非加熱料理でも使える精製度の高い油を「サラダ油」と名付けて販売したのが一般化したとされる。
但し、日清製油が販売する以前から、1896年（明治29年）発行『西洋料理法 (日用百科全書 ; 第13編)』（大橋又太郎編 博文館）やその他多くの料理書に、サラダドレッシングや加熱調理に用いる油として「サラダ油」が紹介されている。